# IPCC第5次評価報告書
IPCC第5次評価報告書（あいぴーしーしーだいごじひょうかほうこくしょ)(英語：IPCC Fifth Assessment Report AR5）とは、国連下部組織の気候変動に関する政府間パネル（Intergovernmental Panel on Climate Change：IPCC）によって発行される地球温暖化に関する5番目の報告書である。
IPCCは国際連合環境計画(UNEP)と世界気象機関(WMO)によって、気候変動の影響規模や緩和・適応の手段について科学的、技術的、社会経済学的な情報を分析するために創立された。
IPCC第5次評価報告書（以下AR5と記す）は、2014年に完成した。過去の版と同様、AR5は関連するすべての分野の専門家、および各国政府関係者に代表されるIPCC報告書の利用者が関わる調査の手順を踏んで作成されている。IPCC第4次評価報告書の作成に関わった各国の政府・組織から集めた所見やコメントも分析している。報告書は複数の段階に分けて発表されている。最初に、9200件の査読済みの研究に基づいた第一作業部会報告書(WG1)が発表された。政策決定者向け要約(SPM)は、2013年9月27日にWG1のSPM「気候変動2013 - 自然科学的根拠」、2014年3月31日にWG2のSPM「気候変動2014 - 影響・適応・脆弱性」、2014年4月14日にWG3のSPM「気候変動2014 - 気候変動の緩和」が発表されている。

## 現状
第5次評価報告書（AR5）は三つの作業部会（Working Group：WG）と統合報告書からなる予定である。第一作業部会の報告書は2013年に、残りは2014年に発行された。
- 第一作業部会（WG I）：（自然科学的根拠）2013年9月30日－政策決定者向け概要（2013年9月27日）[4]
- 第二作業部会（WG II）：（影響・適応・脆弱性）2014年3月31日
- 第三作業部会（WG III）：（気候変動の緩和策）2014年4月11日
- AR5統合報告書（Synthesis Report (SYR)）2014年10月31日

AR5は気候変動に関する科学的、および社会経済学的な知見を更新するものである。3000人以上の候補者から選ばれた800人以上が執筆に関わった。数々の専門家会合やワークショップ、代表執筆者会合を経て作成された。また、こうした会合や査読期間などの重要な日程は公開されている。
2012年12月14日、WG1報告書がリークされてインターネットで流れた。2013年9月27日にWG1報告書のSPMが発表された。発表に先立ち、国連の気候変動枠組条約 履行戦略部門長のハルドール・ソーゲイアソンは、気候変動を否定しようとする運動に資金を提供する企業がいるため、科学者は批判的宣伝に備えておかねばならないと警告し、「既得権益による、科学者の信用を損なおうとする動きは常にある。我々はそれに備えておかねばならない。」と述べた。9月27日、国際連合事務総長の潘基文はストックホルムにおけるWG1報告書の完成の発表に際し、「温暖化は進行している。我々は行動せねばならない。」と述べた。世界資源研究所のジェニファー・モルガンは、「母親からビジネスリーダー、村長から州の長まで、行動を起こしてくれることを望む」と述べた。米国国務長官のジョン・ケリーは報告書について「これは再度のモーニングコールである。科学を否定、あるいは言い訳を探すのは、火遊びである。」と述べた。

## 著者と編集者
2010年3月、IPCCは世界の専門家より、約3000人の執筆者の推薦を受けた。同年5月19-20日にジェネバにて開催された事務会合において、3つの作業部会ごとにAR5の執筆者とレビュー編集者が発表された。これらの科学者や専門家はそれぞれ定められた手順に従い、各国政府の集約担当者(?)や、所定の基準を満たす専門組織(?)、行政組織によって選定された。前版のAR4と比較すると、AR5において推薦された執筆者数は50%増加している。AR4における氏筆者およびレビュー編集者の合計は559人であった。
2010年6月23日、IPCCは気象学・物理学・海洋学・統計学・工学・環境学・社会科学・経済を含む各分野の831人の専門家からなる執筆者のリストを発表した。分析対象地域を拡げる努力を反映し、AR5ではAR4に比べて途上国からの参加が増加した。執筆者のうち約30％は途上国や移行経済圏からである。また専門家のうち60%以上は、新しい知識や視点をもたらすであろう、IPCCのプロセスに初めて関わる人達である。
専門家達は３つの作業部会の報告書、および2014年に発表予定の統合報告書の作成に携わる。各作業部会の報告書は2013年から2014年にかけて発表された。
- WG I は自然科学的根拠に焦点を当て、258人の専門家が携わる。
- WG II は 気候変動による影響や適応策、気候変動に関わる脆弱性を分析し、302人の専門家が携わる。
- WG III はリスクや不確実性を考慮した上で緩和策をカバーし分析する。271人の専門家が携わる。

## 報告書概要
2010年6月23日、IPCCは関係する各分野の831人の専門家からなる執筆者のリストを発表した。これらの専門家達により、各作業部会の報告書は2013年から2014年にかけて発表された。また2014年には統合報告書が発表される見込みである。
第5次評価報告書（「気候変動2013」）は、次の４つのセクションに分けて発表される。
- 第一作業部会報告書 (WGI)
- 第二作業部会報告書 (WGII)
- 第三作業部会報告書 (WGIII)
- 統合報告書 (SYR)

### 第一作業部会報告書
「気候変動2013 - 自然科学的根拠」の未編集の全文は、2013年9月30日に公開された。9200の科学的文献を引用する、2000ページ以上の報告書である。編集を経た完全な報告書は、オンラインでは2014年1月に掲載され、また同年遅くには書籍の形でも発行される予定である。

#### WG1 政策決定者向け要約
第一作業部会による結論の簡単なまとめは「政策決定者向け要約」(SPM)として2013年9月27日に発表された。それぞれの結論の不確実性は、統計分析および専門家による評価に基づき、定性的に「非常に低い」から「非常に高い」、もしくは、可能な場合には定量的に「ほぼあり得ない」から「ほぼ確実」までの表記で表されている。主要な内容は下記の通りである：

##### 全体
- 大気と海洋システムの温暖化には疑う余地が無い。海面上昇など、関連する影響の多くは1950年以降に、歴史上かつてなかった規模で発生している。
- 気候に明確な人為的影響が見られる。
- 1950年以降に観測された温暖化の主因が人間の影響によるものである可能性が「極めて高い」(95%以上)。可能性は前回のAR4より高くなった。
- 排出量の削減が遅れるほど、削減のコストはより高くなるとIPCCは指摘している[14]。

##### 過去の気候
- 1983～2013年はこの1400年間で最も温度の高い30年間であった可能性が高い（中程度の確信度）。
- 海洋の上層部が1971から2010年までの間に温暖化したのはほぼ確実である。この海洋の温暖化は、1971～2010年の間の熱エネルギー蓄積量の増分の90%を占める（高い確信度）。
- 過去20年間、グリーンランド氷床と南極氷床が質量を失い、北極の海氷や北半球の春の積雪面積が減少し続けている（高い確信度）。
- 19世紀半ば以降の海面上昇幅は、過去２千年の間に見られた海面上昇幅より大きかった（高い確信度）。
- 大気中の温室効果ガス濃度は、過去80万年に無かった水準を超えている。
- 地球全体の放射強制力 は、1750に対して正であり、その最も主要な原因は二酸化炭素である。

（以下、翻訳作業中）